# Білоблоцький Микола Петрович
Мико́ла Петро́вич Білобло́цький (нар. 24 грудня 1943, с. Дем'янівка, Нижньосірогозький район, Запорізька область, тепер у складі Херсонської області) — український політичний діяч, дипломат, економіст. Член Ревізійної комісії КПУ в 1976—1981 роках. У незалежній Україні обіймав низку керівних посад в уряді держави.

## Біографія
Народився в родині колгоспника. Українець, освіта вища, науковець-агроном, закінчив Херсонський гідрометеорологічний технікум (1962), Херсонський сільськогосподарський інститут (1970), Вищу партійну школу при ЦК КПРС у 1977 році і аспірантуру при Академії суспільних наук при ЦК КПРС. У 1983 році захистив кандидатську дисертацію «Удосконалення методів аналізу господарського керівника» (Академія суспільних наук при ЦК КПРС, кафедра управління соціально-економічними процесами, місто Москва, 1983).
З 1961 року — робітник Херсонського порту; після технікуму — за фахом у Волгоградській (Росія) та Миколаївській області. Член КПРС з 1966 року.
З 1964 року — інструктор Миколаївського обласного комітету ЛКСМУ; 1-й секретар Жовтневого районного комітету ЛСКМУ міста Миколаєва; 2-й секретар Миколаївського обласного комітету ЛКСМУ. З січня по березень 1974 року — 1-й секретар Миколаївського обласного комітету ЛКСМУ.
З 1974 по січень 1975 року — секретар ЦК ЛКСМУ. З січня 1975 по січень 1979 року — 2-й секретар ЦК ЛКСМУ.
З 1979 року — інспектор ЦК КПУ; з листопада 1986 року по 1990 рік — 2-й секретар Черкаського ОК КПУ.
Обирався членом Ревізійної комісії ЦК КПУ, членом ЦК ВЛКСМ, депутатом облради.
Народний депутат України 1-го скликання з 15 травня 1990 року до 10 травня 1994 року (Жашківський виборчий округ № 421 Черкаська область). Голова Комісії у питаннях соціальної політики та праці (з червня 1990). Член групи «За соціальну справедливість».
З вересня 1994 року по серпень 1996 року — генеральний директор акціонерної будівельної компанії «Золоті ворота» м. Києва.
З листопада 1996 року по липень 1998 року — співголова Національної ради соціального партнерства.
З 8 серпня 1996 до 25 липня 1997 року — Міністр праці України.
З 25 липня 1997 до 25 листопада 1998 року — Віце-прем'єр-міністр України з питань соціальної політики та одночасно Міністр праці та соціальної політики України з 25 липня 1997 до 25 червня 1998 року. З травня 1998 року по серпень 1998 року виконував обов'язки Одеського міського голови.
З березня по грудень 1999 року — член Ради національної безпеки і оборони України; член Ради роботи з кадрами при Президентові України (лютий 1997 — липень 1998), співголова Ради (березень — грудень 1999); заступник голови Державної комісії з проведення в Україні адміністративної реформи (січень — грудень 1999); голова Комісії з державних нагород України (грудень 1998 — грудень 1999). Голова наглядової ради Національного фонду соціального захисту матерів і дітей «Україна — дітям» (з вересня 1997); заступник голови Координаційної ради з питань внутрішньої політики (з вересня 1998); заступник голови Координаційної ради з питань місцевого самоврядування (з березня 1999).
З 25 листопада 1998 року по 22 листопада 1999 року — глава Адміністрації Президента України. Перебуваючи на цій посаді був головою наглядової ради Президентського оркестру.
З грудня 1999 року по грудень 2005 року — Надзвичайний і Повноважний Посол України в Росії.
У 2007 році очолив виборчий штаб Партії регіонів на позачергових парламентських виборах. Станом на 2013 рік — голова Центральної контрольної комісії Партії регіонів. Після Революції гідності завершив політичну кар'єру.

## Відзнаки та нагороди
- Орден князя Ярослава Мудрого V ст. (30 листопада 2013) — за значний особистий внесок у соціально-економічний, науково-технічний, культурно-освітній розвиток Української держави, вагомі трудові досягнення, багаторічну сумлінну працю[11]
- Орден «За заслуги» I ст. (23 грудня 2003) — за значний особистий внесок у розвиток двосторонніх українсько-російських відносин, багаторічну плідну діяльність та у зв'язку із 60-річчям від дня народження[12]
- Орден «За заслуги» II ст. (23 листопада 1999) — за багаторічну роботу в державних органах, активну громадсько-політичну діяльність[13]
- Орден «За заслуги» III ст. (23 серпня 1998) — за значний особистий внесок у становлення і розбудову української державності[14]
- Нагороджений орденами Трудового Червоного Прапора, «Знак Пошани», має 3 медалі, Почесну грамоту Кабінету міністрів України[15][16].

Заслужений економіст України. Державний службовець 1-го рангу. Дипломатичний ранг — Надзвичайний і Повноважний Посол.